# 劉立欣
劉立欣，中華民國外交官。畢業於國立臺灣大學政治學系國際關係組學士、约翰斯·霍普金斯大学高等國際關係學院中國研究與國際經濟碩士。1999年進入外交部，曾任駐休士頓臺北經濟文化辦事處秘書、外交部亞東太平洋司東協小組長／東南亞事務科長、駐洛杉磯臺北經濟文化辦事處組長、外交部政務次長室機要秘書、外交部外交及國際事務學院主任秘書等職務，現任駐溫哥華臺北經濟文化辦事處總領事銜處長。

## 職業生涯
2021年11月，加拿大不列颠哥伦比亚省南部遭受豪雨侵襲，損失慘重，中華民國政府除透過駐溫哥華辦事處表達慰問，處長劉立欣亦於12月代表政府捐贈加拿大紅十字會3萬美元協助賑災。
2022年7月，駐溫哥華辦事處長劉立欣與加拿大駐臺代理代表耶格（Ed Jager）等人，共同見證台北市進出口商業同業公會秘書長與加拿大素里商會（Surrey Board of Trade）总裁兼首席执行官以視訊方式簽署合作備忘錄，締結姊妹會。
駐溫哥華辦事處長劉立欣多次以接受當地媒體訪問，或投書的形式，對於臺灣參與世界衛生組織、国际刑警组织、联合国气候变化框架公约、跨太平洋夥伴全面進展協定，以及臺加投資促進與保障協議（FIPA）、臺加合作對抗信息战、俄羅斯入侵烏克蘭對臺灣的影響、美國聯邦眾議院議長裴洛西訪臺及其後中國人民解放軍「環臺軍演」等問題發表看法。